# Carrer Cavallers (Tarragona)
El Carrer Cavallers és una obra de Tarragona protegida com a Bé Cultural d'Interès Local.

## Descripció
Documentat des del segle XII fou conegut al segle xiii com un dels carrers senyorials de la ciutat. En ell hi habitaren personatges il·lustres de la vil·la i famílies de renom com els Castellarnau, els Montoliu o els Ixart.